# Zack de la Rocha
Zacarías Manuel „Zack“ de la Rocha (* 12. ledna 1970 v Long Beach v Kalifornii) je zpěvák, rapper a aktivista, který se proslavil jako zpěvák skupiny Rage Against the Machine. Je levicově orientován a z celé skupiny nejmladší.
V roce 2000 se vydal na sólovou dráhu a Rage Against the Machine opustil. V rozhovoru pro časopis Spin uvedl, že nahrál několik skladeb společně s Reprazent a DJ Shadowem pro plánované album. Ačkoliv album nebylo zatím vydáno, skladba de la Rochy a DJ Shadowa „March of Death“, která protestuje proti americké invazi do Iráku, byla uvolněna přes web v roce 2003.
V roce 2007 oznámil de la Rocha svůj návrat k RATM.